# Max Büttinghausen

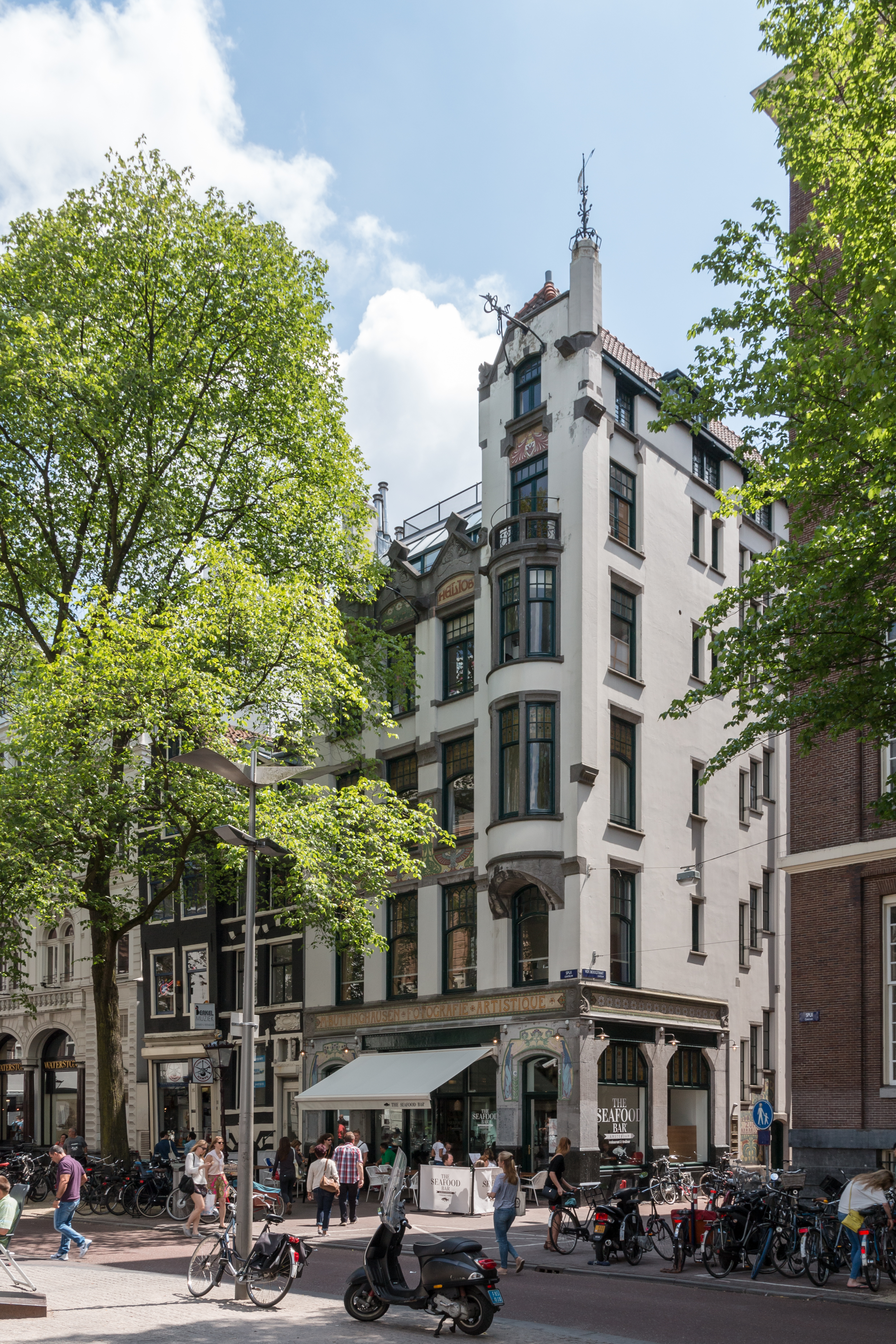
Gebouw Helios aan het Spui

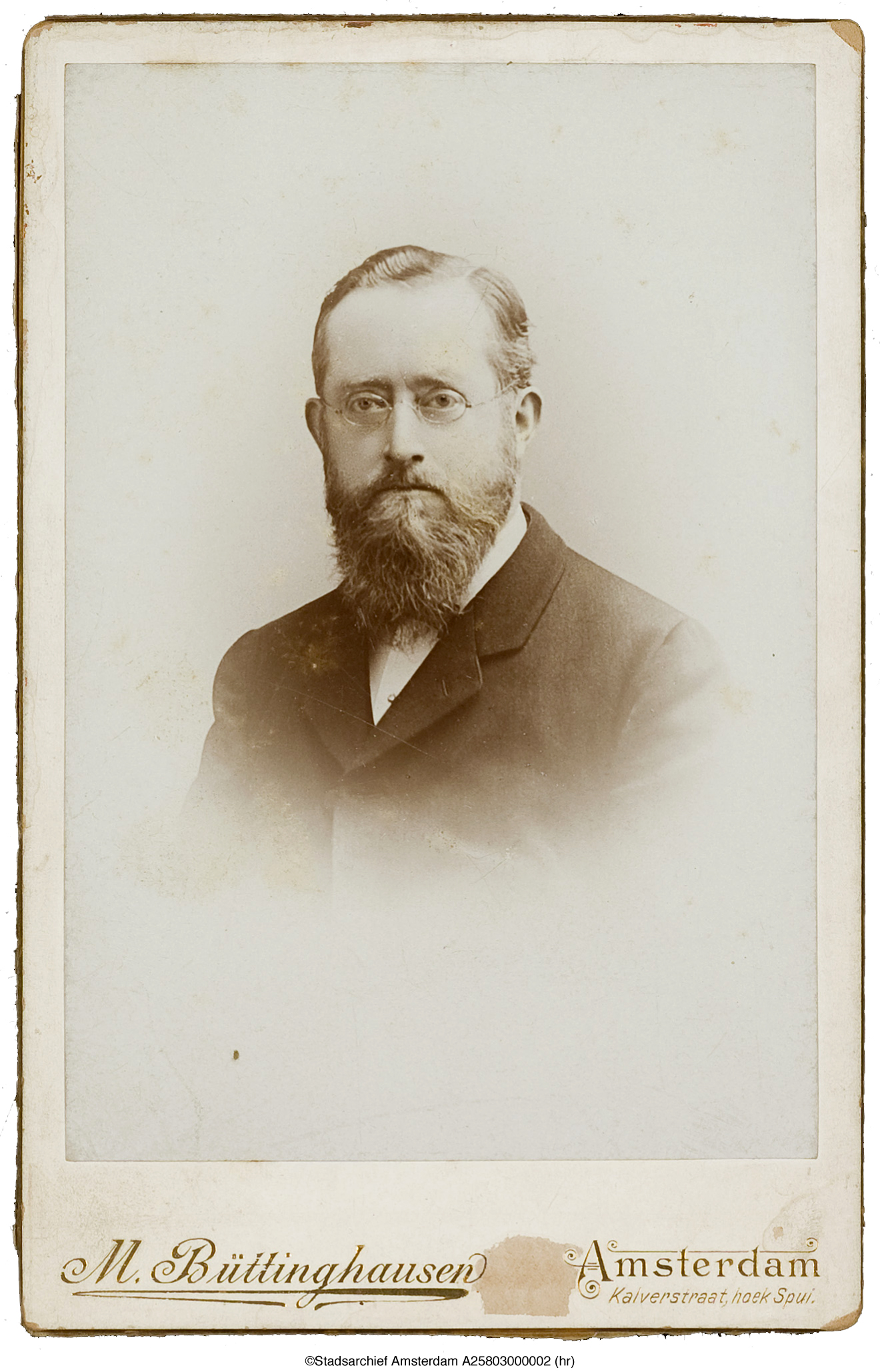
Jérôme Alexander Sillem op een portret van Max Büttinghausen.

Friedrich Wilhelm Adolph Maximilian (Max) Büttinghausen (Urdenbach, Düsseldorf, 15 februari 1847 – Amsterdam, 25 december 1906) was een Duits fotograaf, gespecialiseerd in persfotografie en portretfotografie. Büttinghausen had een atelier in Amsterdam aan het Spui, in Utrecht en in de Duitse plaats Godesberg.
Zijn foto’s –in die tijd nog vaak zwart-wit- hebben duidelijke sporen nagelaten hoe en met wie en waar hij werkzaam was evenals een biografisch onderzoek. Zijn foto-portretten laten duidelijk de stijve houding zien waarin personen in de 19e eeuw werden gefotografeerd, omdat de belichtingstijd of sluitertijd in die tijd nog ruim een minuut duurde. Elke beweging in die minuut deed de foto mislukken.
Volgens de op een achterzijde van zijn foto’s afgedrukte reclametekst was hij een specialist in vergrotingen en onveranderlijke kooldruk. Hij bewaarde toen al het negatief van zijn foto’s, waardoor nabestellingen eenvoudig mogelijk waren. Achter op zijn foto’s stond ook in sierlijke vormen dat hij lid was van de Amsterdamsche Photografen Vereniging. In 1877 wint hij de bronzen medaille in de categorie portretten op de Internationale Tentoonstelling van Photografen in Amsterdam.

## Levensloop
Büttinghausen kwam in 1873 naar Amsterdam. Hij vestigde zich daar eerst op het Singel 133 en verhuisde in 1880 naar het Singel 512, nabij het Koningsplein. Ook in Utrecht, aan de Catharijnesingel L.39.G, had hij een filiaal evenals in de Duitse plaats Godesberg. Hij werkte ook samen met anderen. In Amsterdam met Pieter Koene in een zaak aan de Herengracht 150, in Utrecht met Peter Brill en met Le Grand in Dordrecht.
Op 14 september 1882 treedt hij in het huwelijk met Adèle Rissmann, uit Wiesbaden. Het echtpaar krijgt vier kinderen, waaronder Ernst, die later zijn fotozaak zal overnemen.
In 1886 vestigt hij zich als zelfstandige op een etage van de Duitse porseleinwinkel Focke & Meltzer aan het Spui 7. Vandaar vestigt Büttinghausen zich in 1894 aan het Spui 15. Hij koopt dat pand op 1 mei 1894. Op 4 mei 1874 koopt hij het naastgelegen en bijna identiek pand, Spui 17, waarschijnlijk als woonhuis, omdat alleen Spui 15 aanvankelijk op zijn foto’s wordt afgedrukt.
Enkele jaren later, in 1899, koopt hij het naastgelegen hele smalle hoekpandje, Spui nr. 19 en later in datzelfde jaar het daar achter gelegen pand in de Voetboogstraat nummer 1. Het jaar daarop laat hij alle drie panden slopen en geeft hij architect Gerrit van Arkel de opdracht voor een groot pand op die plek in art-nouveau-stijl met zijn naam in grote letters op de voorgevel aan het Spui. Hij geeft het gebouw de naam Helios omdat die naam verwijst naar de heliografie, een diepdrukprocedé waar hij in zijn werk gebruik van maakt.
Op eerste kerstdag 1906 overlijdt Max Büttinghausen. Omdat hij geen testament heeft achtergelaten was dat waarschijnlijk vrij onverwacht. De afhandeling van zijn nalatenschap duurt enige jaren, waarbij zijn zoon Ernst –onder de bekende naam van zijn vader- de zaak zal voortzetten tot 1929.
- Biografisch Portaal: 41846085
- International Standard Name Identifier: 0000 0004 1814 6278
- Nederlandse Thesaurus van Auteursnamen: 273417185
- PIC: 390160
- RKD-Nederlands Instituut voor Kunstgeschiedenis: 374052
- Virtual International Authority File: 281696145
- WorldCat: E39PBJdmg4GTJ3r6D3xbYqCPcP